# Sychrov (stacja kolejowa)
Sychrov – stacja kolejowa w miejscowości Sychrov, w kraju libereckim, w Czechach. Znajduje się na wysokości 340 m n.p.m.
Jest zarządzana przez Správę železnic. Na stacji nie ma możliwości zakupu biletów, a obsługa podróżnych odbywa się w pociągu.

## Linie kolejowe
- 030 Jaroměř - Liberec